# Eber (Hebreeuwse Bijbel)

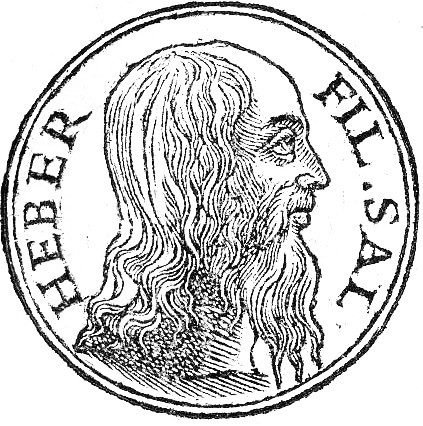
Eber volgens het Promptuarii Iconum Insigniorum

Eber of Heber (Hebreeuws: עֵבֶר) was volgens de traditie in de Hebreeuwse Bijbel een afstammeling van Sem, de oudste zoon van Noach (1 Kronieken 1:18), vader van Peleg (Genesis 11:17) en daarmee voorvader van Abraham en Jezus (Lucas 3:35).
De namen Hebreeër en Hebreeuws zouden naar Eber genoemd zijn. Sommige tradities ondersteunen een etymologische identificatie van de Bijbelse Heber met de islamitische profeet Hud.